# 山田國廣
山田 國廣（やまだ くにひろ、1943年8月3日 - ）は、日本の工学者、エコロジスト、京都精華大学名誉教授。

## 来歴
大阪生まれ。京都工芸繊維大学工芸学部大学院修士課程修了。1969年大阪大学工学部産業機械工学科助手、1986年「繊維集合体の構造と力学」で阪大工学博士。1990年辞職して循環科学研究室主宰。1997年京都精華大学人文学部教授。2014年定年、名誉教授。エントロピー学会世話人。環境問題を総合的に把握し解決する環境学の立場から研究活動を続ける。

## 著書
- 博士論文『繊維集合体の構造と力学 』工学博士. 大阪大学, 1986.
- 『フロンガスが地球を破壊する』岩波ブックレット 1989
- 『水循環思考 ハイテク病社会の水汚染』北斗出版 1989
- 『リゾート列島日本の危機! 企業栄えて山河消える日!』JICC出版局 JICCブックレット 1990
- 『地球汚染からの脱出 水循環とエントロピー』アグネ承風社 1991
- 『環境と人権』アドバンテージサーバー ブックレット生きる 1993
- 『環境革命 1(入門篇) (循環科学としての環境学)』藤原書店 1994
- 『里山トラスト 一本の立木が地域と都市をむすぶ』北斗出版 1994
- 『エコラベルとグリーンコンシューマリズム』藤原書店 シリーズ<21世紀の環境読本-ISO14000から環境JISへ> 1995
- 『環境管理・監査の基礎知識』藤原書店 シリーズ<21世紀の環境読本-ISO14000から環境JISへ> 1995
- 『製造業、中小企業の環境管理・監査』藤原書店 シリーズ<21世紀の環境読本-ISO14000から環境JISへ> 1995
- 『ISO14000から見た廃棄物処理 循環経済を構築する環境JIS』日報 廃棄物処理実務シリーズ 実際知識編 1996
- 『1億人の環境家計簿 リサイクル時代の生活革命』藤原書店 1996
- 『放射能除染の原理とマニュアル』藤原書店 2012
- 『除染は、できる。Q&Aで学ぶ放射能除染』藤原書店 2013

### 共編著・監修
- 『下水道革命 河川荒廃からの脱出』石井勲共著 新評論 1989 のち藤原書店
- 『ゴルフ場亡国論』編 新評論 1989 のち藤原書店
- 『万有群萌 ハイテク病・エイズ社会を生きる』野間宏共著 藤原書店 1991
- 『浄化槽革命 生活排水の再生システムをめざして』石井勲共著 合同出版 1994
- 『環境と人間の経済学』桂木健次,藤田暁男共編著 ミネルヴァ書房 1996
  - 『環境と人間の経済学』新版 桂木健次,増田信彦,藤田暁男共編著 ミネルヴァ書房 2005
- 『共感する環境学 地域の人びとに学ぶ』嘉田由紀子,槌田劭共編著 ミネルヴァ書房 シリーズ<環境・エコロジー・人間> 別巻 1 2000
- 『地球環境カルタ』丸谷一耕共監修 認識の森舎出版部 2002
- 『水の循環 地球・都市・生命をつなぐ"くらし革命"』編 本間都,加藤英一,鷲尾圭司著 藤原書店 2002
- エントロピー学会編 広瀬隆・井野博満・後藤政志・黒田光太郎・崎山比早子・福本敬夫・山田國廣・菅井益郎・室田武・三輪大介 著『原発廃炉に向けて: 福島原発同時多発事故の原因と影響を総合的に考える』日本評論社 2011年8月 ISBN 978-4535586000

## 論文
- Cinii